# Tapocyon
Tapocyon és un gènere extint de carnivoramorf, descobert a Oceanside, Califòrnia. Tenia la mida aproximada d'un coiot i es creu que era un bon escalador que passava molt de temps als arbres. Tapocyon fou descobert al comtat de Ventura, on es trobà part d'una mandíbula a la dècada del 1930.